# Brachycephalus vertebralis
Brachycephalus vertebralis är en groddjursart som beskrevs av Pombal 200. Brachycephalus vertebralis ingår i släktet Brachycephalus och familjen Brachycephalidae. IUCN kategoriserar arten globalt som otillräckligt studerad. Inga underarter finns listade.